# 阿爾塔米拉 (烏伊拉省)
阿爾塔米拉是哥倫比亞的城鎮，位於該國西南部，由乌伊拉省負責管轄，距離首府內瓦143公里，始建於1537年，面積183平方公里，海拔高度917米，2005年人口3,609。
2°03′46″N 75°47′14″W / 2.06278°N 75.7872°W